# Pääjärvi
Pääjärvi este o arie protejată (arie specială de conservare — SAC, sit de importanță comunitară — SCI) din Suedia întinsă pe o suprafață de 7,2 ha, integral pe uscat.

## Localizare
Centrul sitului Pääjärvi este situat la coordonatele 67°00′46″N 23°29′57″E / 67.0128°N 23.4993°E.

## Înființare
Situl Pääjärvi a fost declarat sit de importanță comunitară în iulie 2000 pentru a proteja 1 specie de plante. Situl a fost protejat și ca arie specială de conservare în martie 2011.

## Biodiversitate
Situată în ecoregiunea boreală, aria protejată conține 2 habitate naturale: Taiga vestică, Păduri fino-scandinave bogate în ierburi cu Picea abies.
La baza desemnării sitului se află o specie protejată de  plante: Ranunculus lapponicus.